# Gádoros
Gádoros es un pueblo húngaro perteneciente al distrito de Orosháza, condado de Békés.

## Superficie
Cuenta con una superficie de 38,13 km².

## Demografía
Hasta 2024 la población era de 3271 habitantes, con una densidad de población de 85,78 hab/km².
| Gráfica de evolución demográfica de Gádoros entre 2020 y 2024 |
|                                                               |
| Datos según la Oficina Central de Estadística de Hungría.     |